# Хилль, Карл
Карл Хилль (полное имя Иоганн Карл Адам Хилль, нем. Johann Carl Adam Hill; 9 мая 1831, Идштайн — 12 января 1893, Заксенберг, ныне в составе Шверина) — немецкий оперный певец (баритон).

## Биография
Обучался пению под руководством певца висбаденской придворной оперы Йешевица (нем. Jeshewiz) и кантора Фридриха Вильгельма Рюля (нем. Friedrich Wilhelm Rühl). После окончания гимназии работал на почте, однако одновременно с этим в начале 1860-х часто и с большим успехом пел на концертах и музыкальных фестивалях в рейнских городах, а также в Нидерландах. После перехода почты Турна-и-Таксиса во владение Пруссии (1867) не смог больше совмещать свою певческую деятельность с работой и посвятил себя пению. В 1868 году дебютировал в Шверинской опере в партии Иакова в опере Этьенна Мегюля «Иосиф» и в дальнейшем выступал на этой сцене в качестве первого баритона. Получил от великого герцога Мекленбург-Шверинского почётное звание каммерзенгера.

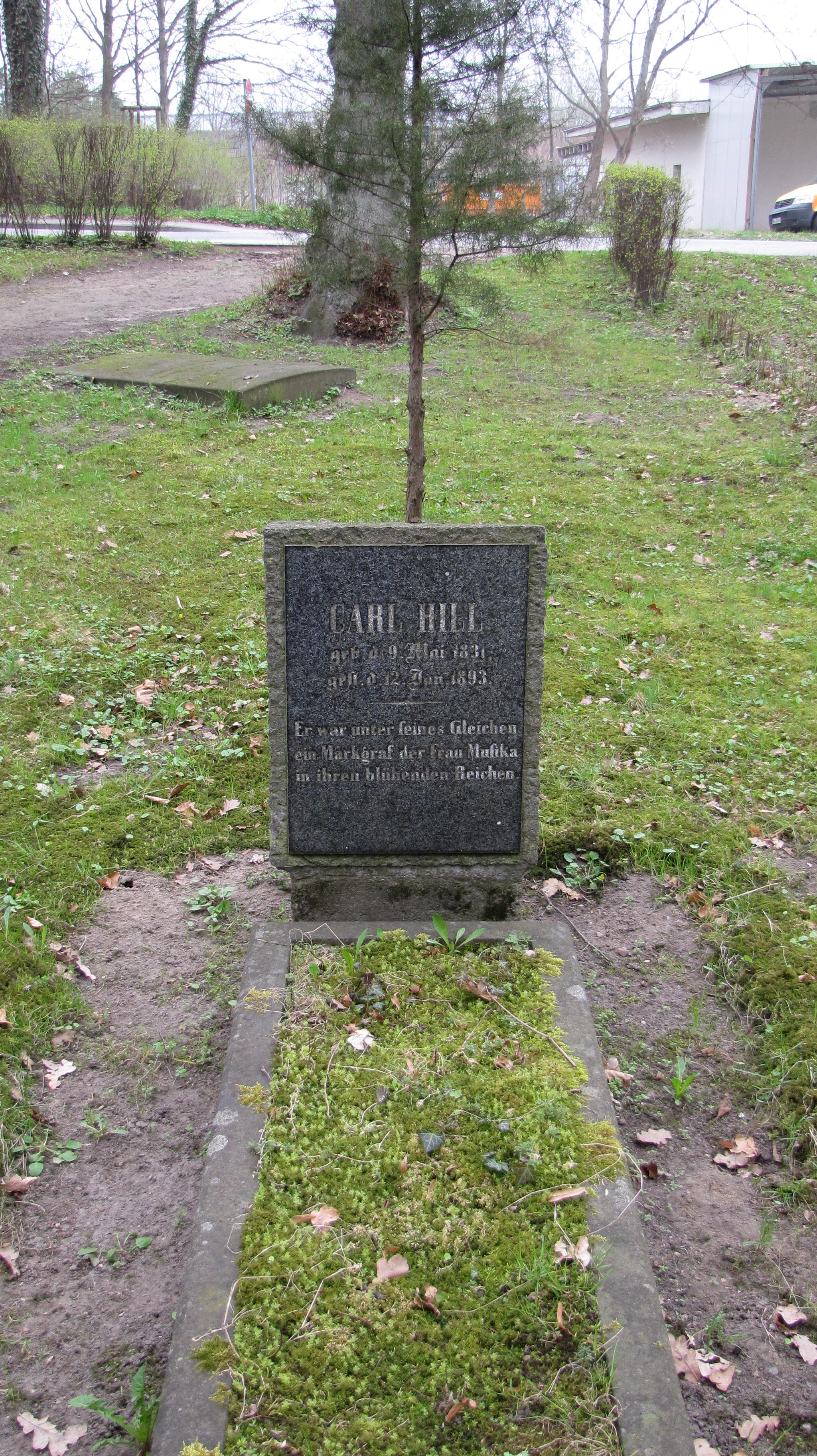
Могила Карла Хилла в Заксенберге

Известность Хиллю принесли его вагнеровские партии — и прежде всего исполнения партии Альбериха в «Золоте Рейна» при премьере тетралогии «Кольцо нибелунга» на Байрейтском фестивале (1876).